# Alfred George Greenhill
Alfred George Greenhill (1847-1927) va ser un matemàtic anglès conegut, sobre tot, pels seus llibres de text.

## Vida i Obra
Greenhill va començar els seus estudis al Christ Hospital de Londres fins al 1866 en que es va matricular al Saint John's College de Cambridge en el que es va graduar el 1870 com segon wrangler. Aquest mateix any va ser escollit fellow del Saint Jhon's i poc després va ser nomenat professor del Royal Indian Engineering College de Cooper's Hill (Surrey). El 1873 va retornar a Cambridge on va ser fellow del Emmanuel College. Finalment, el 1876 va ser nomenat professor de matemàtiques avançades a l'Acadèmia Reial d'Artilleria de Woolwich, càrrec en el que va romandre fins a la seva jubilació el 1908.
Les aportacions més importants de Greenhill van ser en el camp de les equacions el·líptiques i, especialment, en les seves aplicacions a la balística, però la seva tasca principal va ser com a professor i pedagog de les matemàtiques. Va escriure uns quants llibres de text de nivell universitari que van ser força populars i, el 1908, va ser elegit vicepresident de la Comissió Internacional per la Instrucció Matemàtica (que va ser presidida per Felix Klein).
Va ser membre de la London Mathematical Society (que va presidir entre 1890 i 1892) i de la Royal Society (de la que va ser membre del consell entre 1896 i 1897).